# Teatro anatomico (Bologna)
Il teatro anatomico di Bologna è una sala che si trova nel palazzo dell'Archiginnasio, prima sede unificata dell'Università di Bologna. Era utilizzato storicamente per le lezioni di anatomia tenute per gli studenti della facoltà di Medicina.

## Storia e caratteristiche
Un primo teatro anatomico fu costruito nel 1595, in un luogo diverso da quello definitivo. Fu poi sostituito da uno più grande, costruito tra il 1636 e il 1638 nella posizione attuale, su progetto dell'architetto Antonio Levanti. Il soffitto e la decorazione murale furono completati tra il 1647 e il 1649. Tuttavia, solo il soffitto lacunare risale a questo periodo, con la figura di Apollo, il dio della medicina, al centro, circondata da immagini simboliche di costellazioni scolpite nel legno.
Il teatro subì diverse modifiche e raggiunse la sua forma definitiva tra il 1733 e il 1736. In questo periodo, Silvestro Giannotti scolpì le statue lignee che ancora decorano le pareti del teatro. Esse rappresentano alcuni famosi medici dell'antichità (Ippocrate, Galeno, ecc.) e dell'ateneo bolognese come Mondino de Liuzzi e Gasparo Tagliacozzi, raffigurato con un naso in mano in riferimento ai suoi pionieristici tentativi di chirurgia plastica ricostruttiva. 
Le due famose statue degli "Spellati" sono opera del noto artista di dimostratori anatomici in cera, Ercole Lelli. Le statue sostengono il baldacchino, sormontando la sedia dell'insegnante e sormontati a loro volta dall'immagine allegorica di Anatomia. 
Al centro del teatro si trova il tavolo bianco su cui aveva luogo la dissezione di corpi umani o animali.
Il teatro fu quasi completamente distrutto durante la seconda guerra mondiale, da un'incursione aerea del 29 gennaio 1944. Dopo la guerra il teatro fu ricostruito con esemplare rigore filologico, utilizzando tutti i pezzi originali recuperati tra le macerie dell'edificio.

## Galleria d'immagini

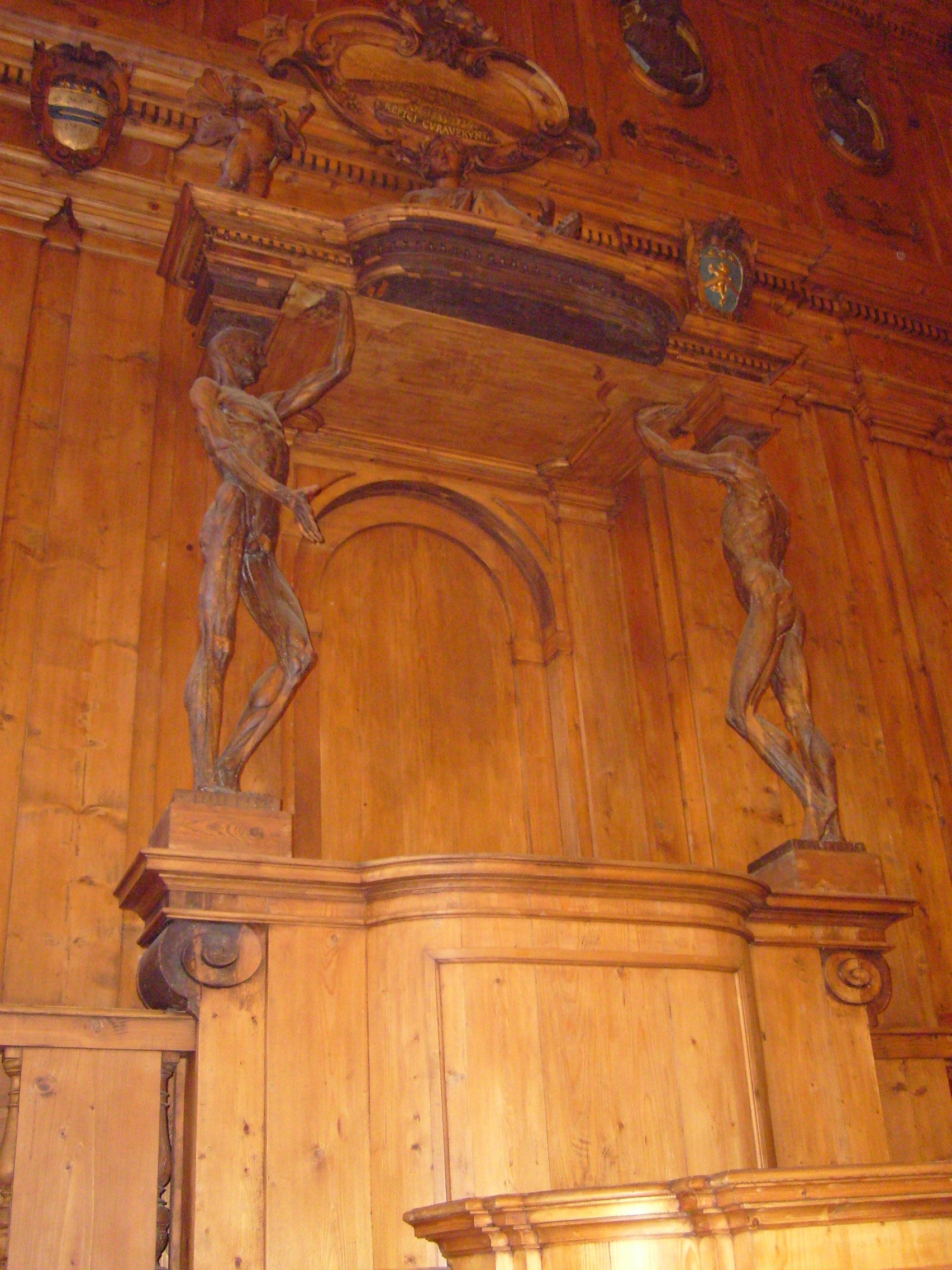
Sedia del docente e statue degli Spellati
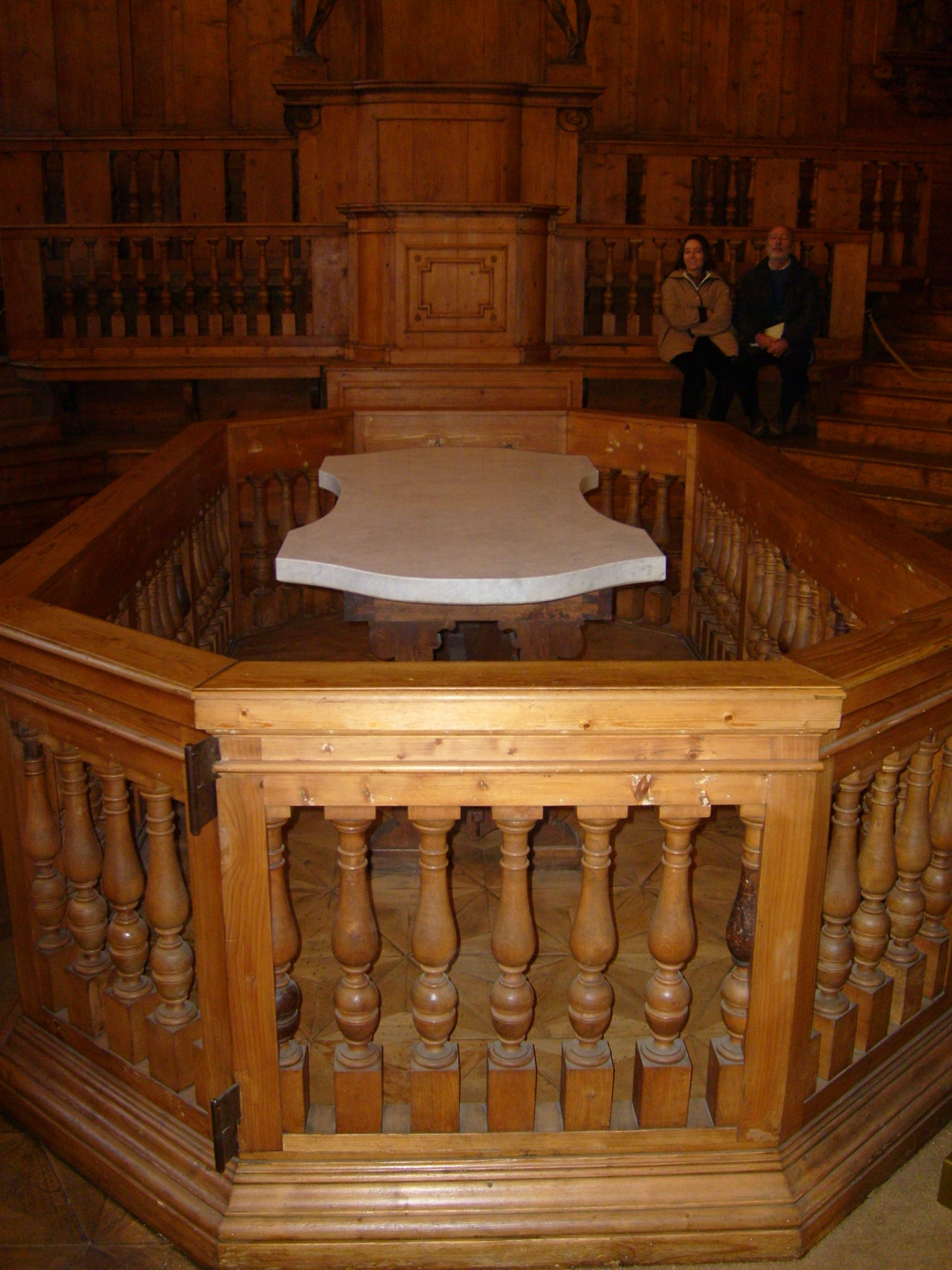
Il tavolo per le dissezioni
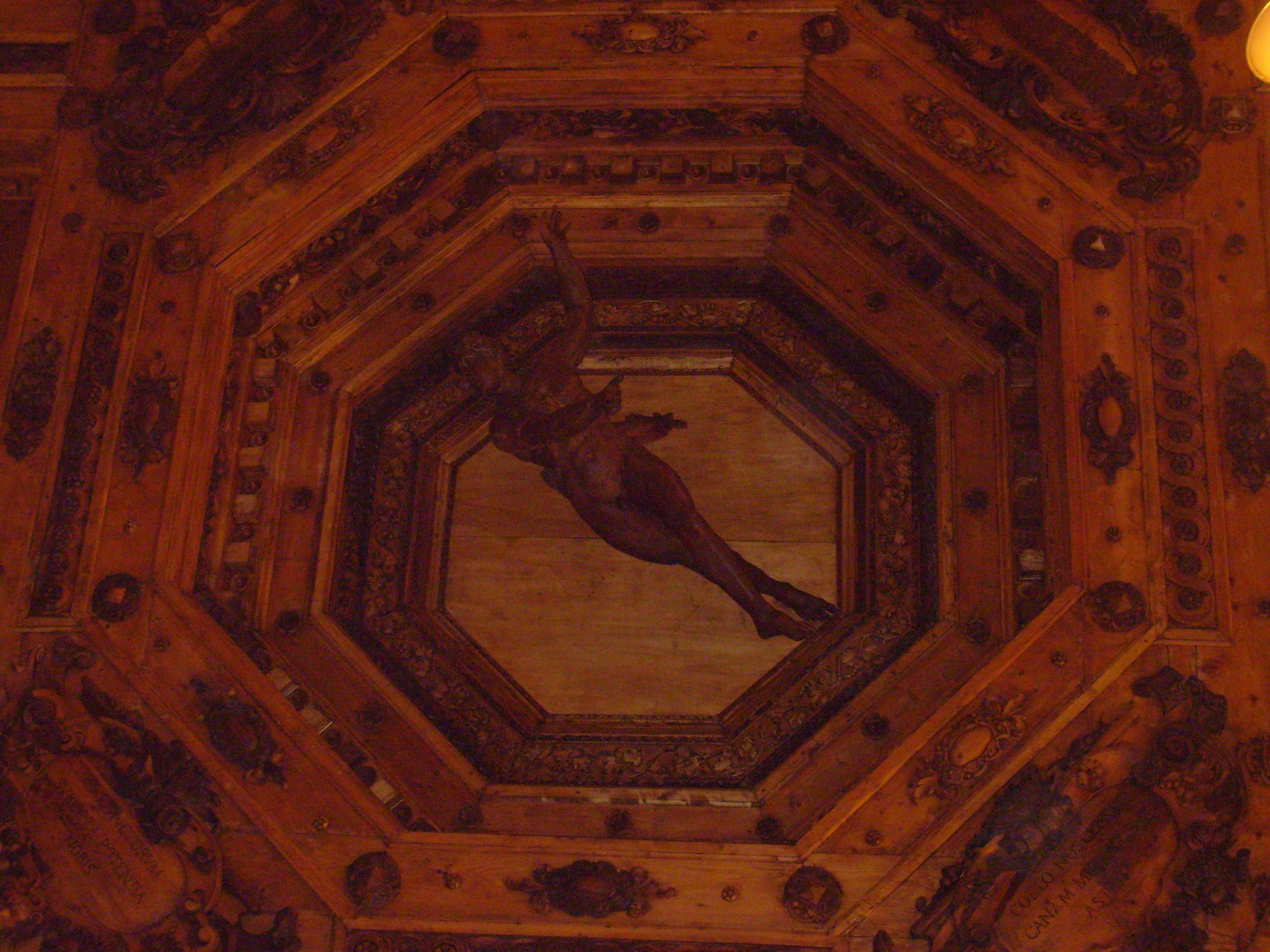
La statua di Apollo sulla volta
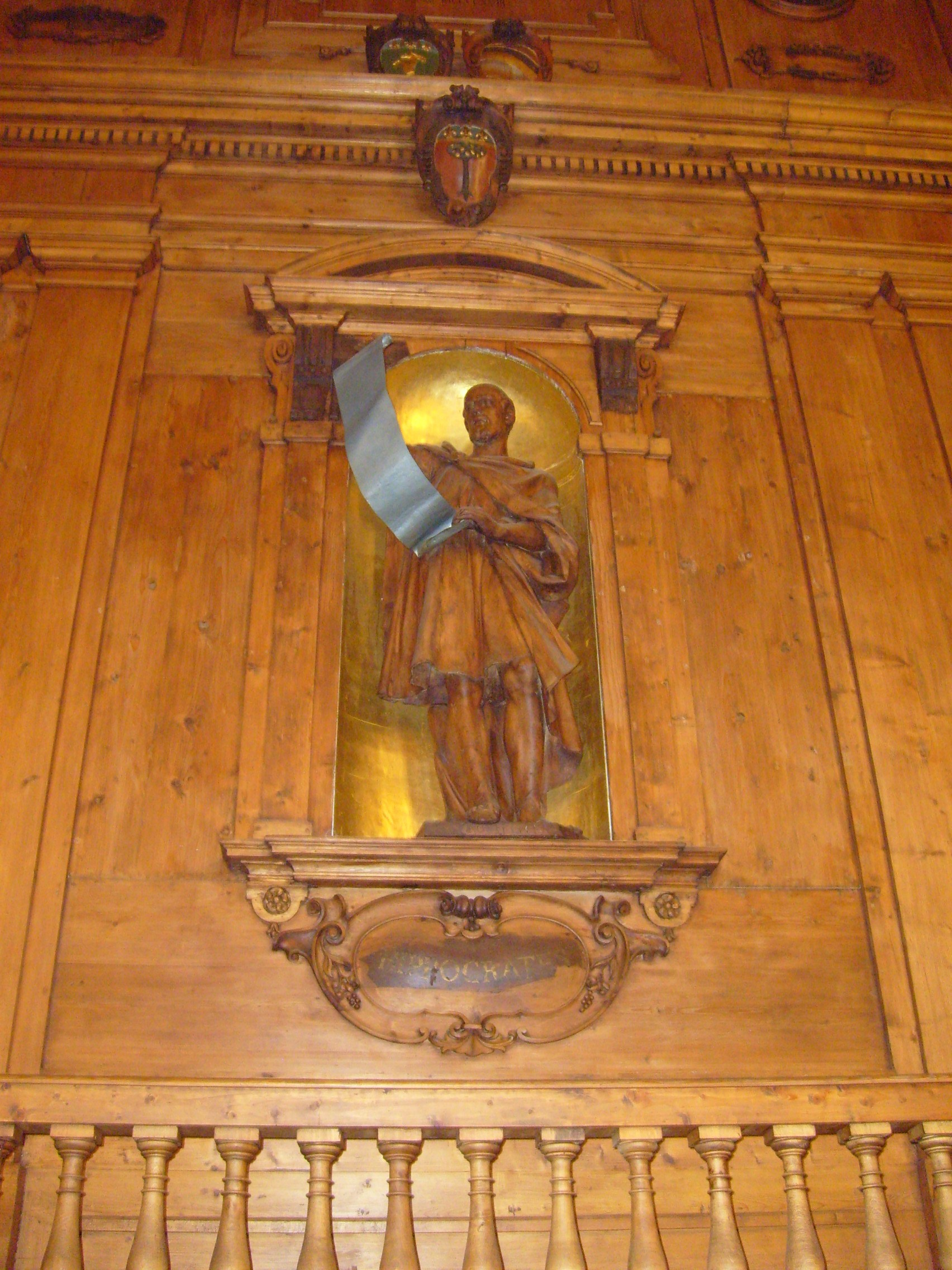
La statua di Ippocrate
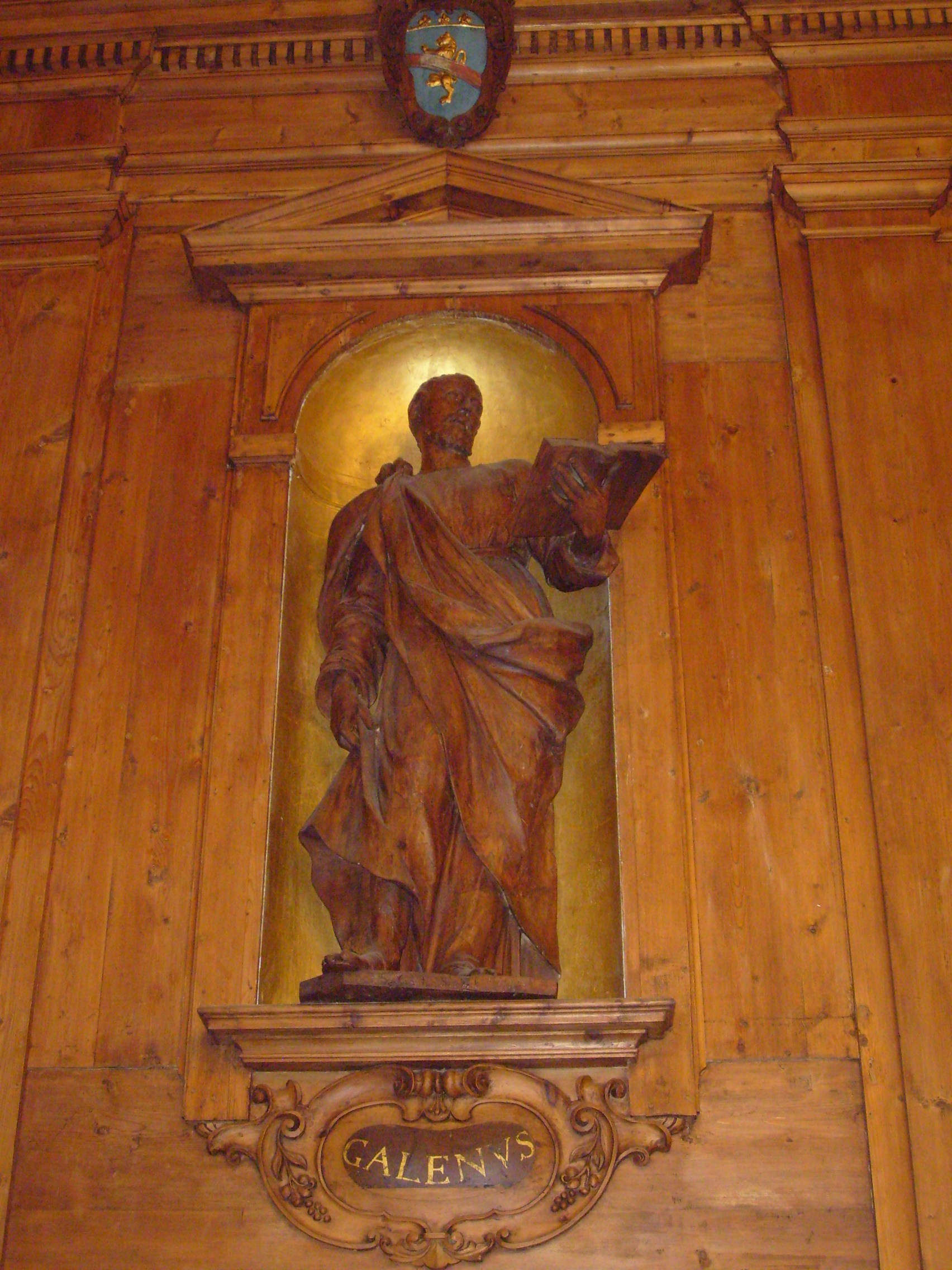
La statua di Galeno
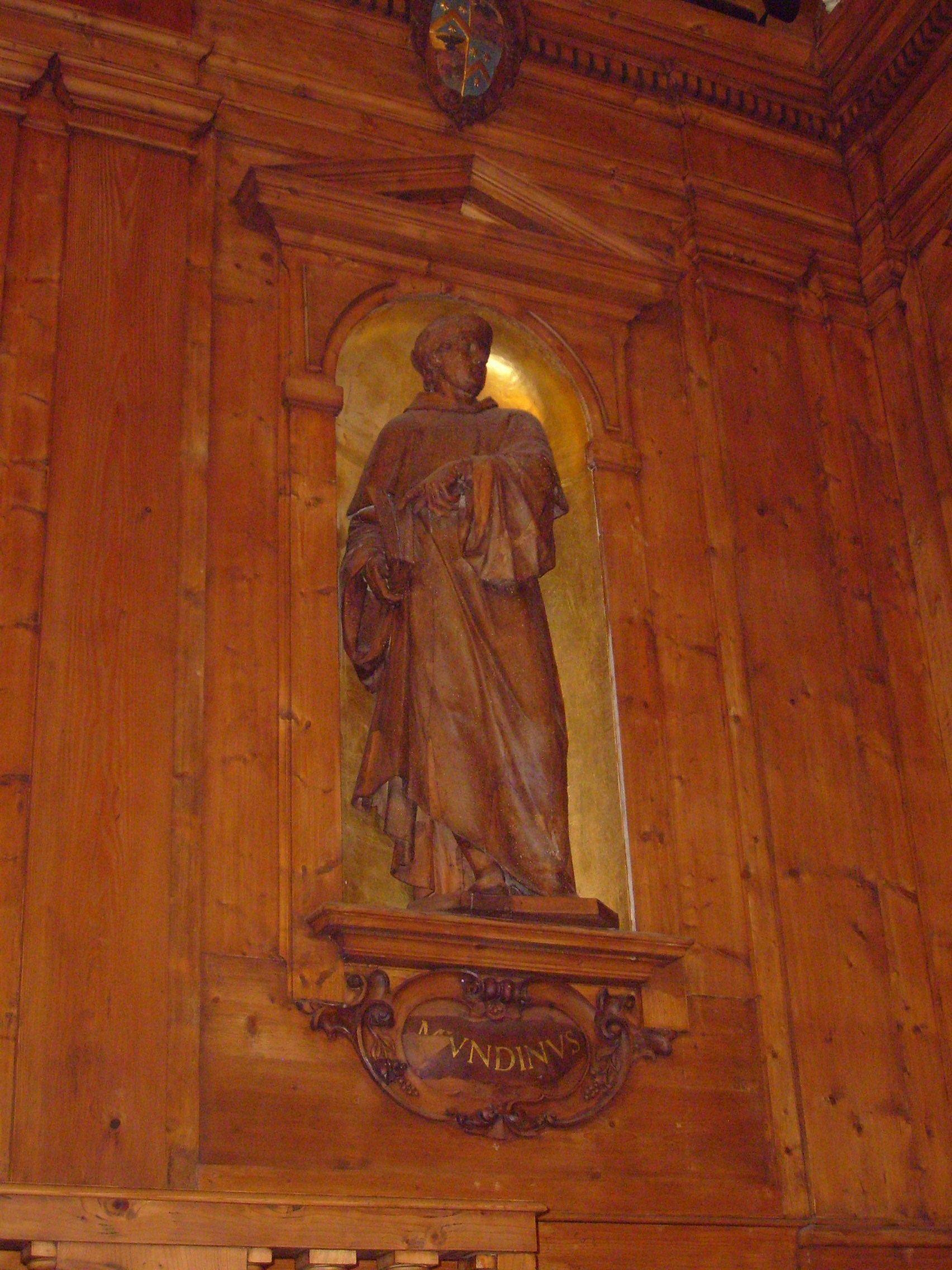
La statua di Mondino de Liuzzi
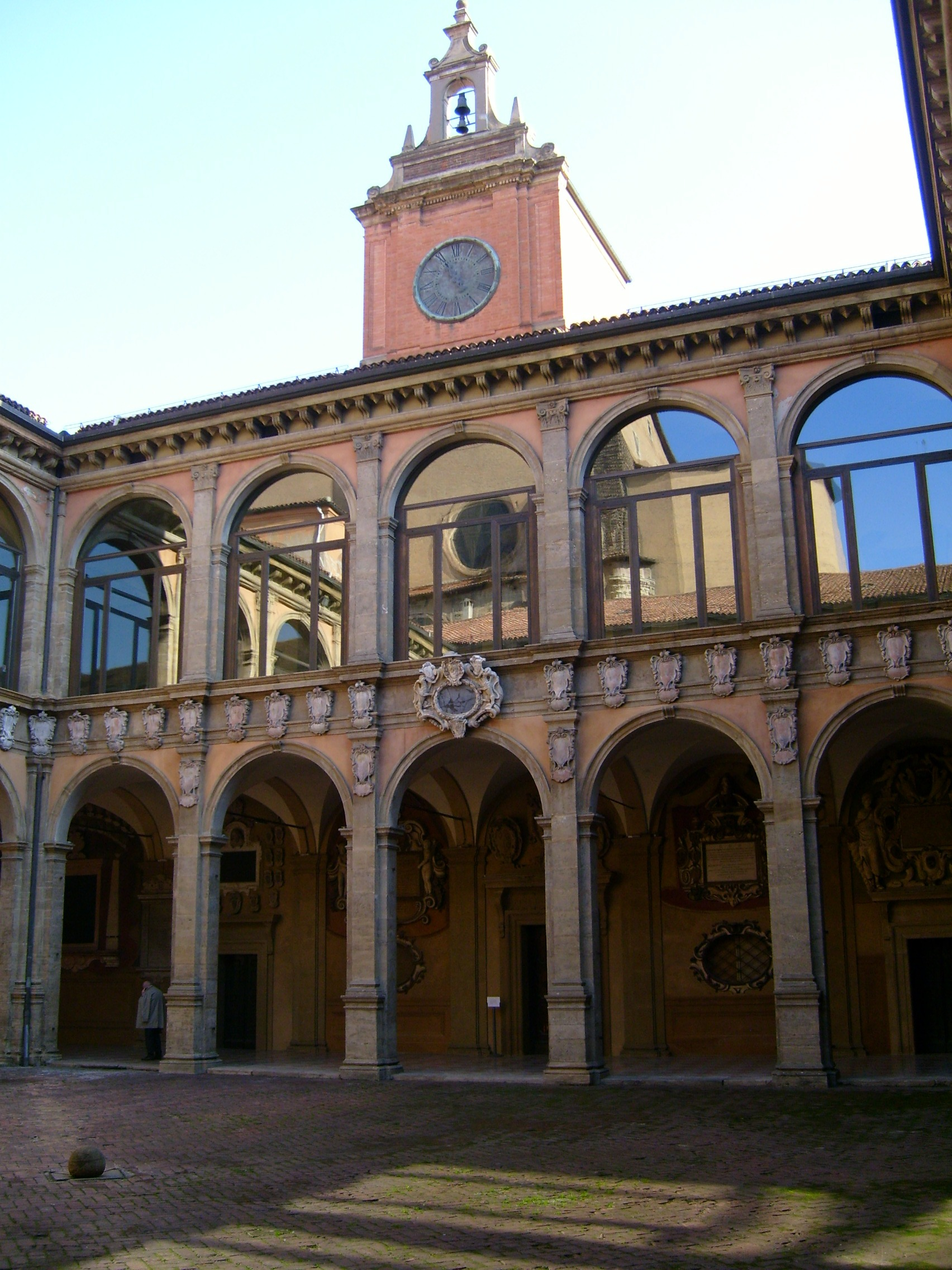
L'ala del palazzo che ospita il teatro anatomico oggi